# Lophodermium kaikawakae
Lophodermium kaikawakae är en svampart som beskrevs av P.R. Johnst. 1989. Lophodermium kaikawakae ingår i släktet Lophodermium och familjen Rhytismataceae.   Inga underarter finns listade i Catalogue of Life.